# Papillotomia
Papillotomia, sfinkterotomia brodawki Vatera - zabieg endoskopowy z dziedziny gastroenterologii, polegający na przecięciu brodawki większej dwunastnicy (brodawki Vatera) stanowiącej wspólne ujście przewodu trzustkowego (Wirsunga) i przewodu żółciowego wspólnego.
Przeprowadzanie zabiegu wymaga użycia ezofagogastroduodenoskopu z optyką skierowaną bocznie i aparatu rentgenowskiego, a także możliwości podania środka kontrastowego do dróg żółciowych i przewodu trzustkowego - które dla przeprowadzenia tej procedury muszą zostać zakontrastowane.
Papillotomia jest metodą leczenia przewodowej kamicy żółciowej.

## Przebieg zabiegu
Endoskop wprowadza się przez jamę ustną, przełyk i żołądek do części zstępującej dwunastnicy. Przez kanał roboczy urządzenia przeprowadza się papillotom, pod kontrolą rentgenowską wprowadzany do brodawki większej. Napięcie struny tnącej papillotomu pozwala na przecięcie (od obwodu) brodawki i zwieracza Oddiego na wybranym odcinku. W niektórych przypadkach konieczne jest użycie papillotomu tnącego "na wprost", od strony światła dwunastnicy.
Po przecięciu brodawki możliwe jest usunięcie konkrementów ze światła dróg żółciowych, np. z użyciem koszyka Dormia.